# Halictus melittoides
Halictus melittoides är en biart som först beskrevs av Heinrich Friese 1925.  Halictus melittoides ingår i släktet bandbin, och familjen vägbin. Inga underarter finns listade i Catalogue of Life.